# رژدستونسکی (دهانه)
رژدستونسکی یک دهانه برخوردی در ماه‌ است.

## دهانه‌های اقماری
این دهانه ۴ دهانه اقماری دارد.
| Rozhdestvenskiy | عرض جغرافیایی | طول جغرافیایی | قطر          |
| --------------- | ------------- | ------------- | ------------ |
| H               | ۸۳.۶° N       | ۱۳۱.۰° W      | ۲۱.۰ کیلومتر |
| K               | ۸۲.۷° N       | ۱۴۴.۶° W      | ۴۲.۰ کیلومتر |
| U               | ۸۵.۳° N       | ۱۵۱.۹° E      | ۴۴.۰ کیلومتر |
| W               | ۸۴.۸° N       | ۱۳۷.۲° E      | ۷۵.۰ کیلومتر |